# 木村勇大 (ラグビー選手)
木村 勇大（きむら たけひろ、1992年11月11日 - ）は、大阪府出身のラグビー選手。ジャパンラグビーリーグワン・日野レッドドルフィンズに所属。

## プロフィール
- 大阪府出身[1]。
- ポジションはロック(LO)。
- 身長 188 cm、体重 100 kg

## 略歴
2011年、都島工業高校卒業後、近畿大学に入る。
2015年、近畿大学卒業後、日野自動車レッドドルフィンズに加入。
2016年11月26日に行われたトップイーストリーグDiv.1第11節の日本IBMビッグブルー戦に途中出場で公式戦初出場を果たす。